# Mermessus lindrothi
Mermessus lindrothi är en spindelart som först beskrevs av Holm 1960.  Mermessus lindrothi ingår i släktet Mermessus och familjen täckvävarspindlar.
Artens utbredningsområde är Alaska. Inga underarter finns listade i Catalogue of Life.